# 추띠몬 쯩짜런쑥잉
추띠몬 쯩짜런쑥잉(태국어: ชุติมณฑน์ จึงเจริญสุขยิ่ง, 1996년 2월 2일 ~ )은 태국의 배우이자 모델이다. 2017년 영화 《배드 지니어스》에서 린라다 닌텝(린) 역할로 잘 알려져 있다.

## 출연 작품
- 배드 지니어스 - 린라다 닌텝 역
- 헝거-주연
- 너를 정리하는 법- 주인공 진 역